# Haliclona delicatula
Haliclona delicatula är en svampdjursart som först beskrevs av Syed Irtifaq Ali 1956.  Haliclona delicatula ingår i släktet Haliclona och familjen Chalinidae. Inga underarter finns listade i Catalogue of Life.